# Долматов-Карпов, Михаил Долматович
Михаил Долматович Долматов-Карпов (?—1579) — рында, пристав, воевода, наместник, посол и дворецкий во времена правления Ивана IV Васильевича Грозного.
Из дворянского рода Долматовы-Карповы, из дворян Карповы, ветви Рюриковичи. Старший сын родоначальника дворян Долматовы-Карповы — окольничего Долмата Фёдоровича Карпова. Имел брата воеводу и наместника Ивана Долматовича.

## Биография
В 1543 году второй воевода войск левой руки в Великих Луках. В 1558 году второй воевода войск левой руки в походе на Лифляндию. В марте 1559 года рында с государевым Нахтермянным саадаком в походе в Тулу в связи с крымской угрозою. В 1564 году второй воевода войск левой руки в Великих Луках. Зимой 1575 года первый воевода на Сосне. В январе 1576 года послан первым приставом в Дорогобуж к прибывшим немецким послам, коих встречал и провожал к Государю в Можайск, где после их представления царю, ездил вместе с ними на подворье со столом от государя. Весной этого же года второй воевода у обоза и снарядов в Серпухове. В 1578 году назван тверским дворецким и муромским наместником, в апреле послан в Польшу первым послом.
Умер в Польше 04 сентября 1579 года в городе Луково.
По родословной росписи показан бездетным, но в родословной книге из собрания М.А. Оболенского указан сын Никита Михайлович.